# Newhalen River
Der Newhalen River ist ein Fluss im Südwesten des US-Bundesstaats Alaska, westlich der nördlichen Aleutenkette.

## Verlauf
Der 40 Kilometer lange Fluss bildet den Abfluss des Sixmile Lakes, der wiederum vom Lake Clark gespeist wird. Der Newhalen River strömt in überwiegend südlicher Richtung und mündet bei der Ortschaft Newhalen in den Iliamna Lake. 
Sein Einzugsgebiet umfasst mehr als 8830 km². Der mittlere Abfluss liegt bei 365 m³/s. In den Monaten Juli bis September, während der Schnee- und Gletscherschmelze, führt der Fluss die höchsten Abflüsse.

## Fauna
Die Nationalparkverwaltung des Lake-Clark-Nationalparks betreibt am Newhalen River am Abfluss aus dem Sixmile Lake einen Zählturm. Zwischen dem 30. Juni und dem 6. August 2013 wurden dort 230.844 Rotlachse (Oncorhynchus nerka) auf ihrer Wanderung flussaufwärts zu ihren Laichplätzen gezählt.